# 乌兹杰诺夫
乌兹杰诺夫（羅馬化：Uzdenov）是卡拉恰伊-巴尔卡尔姓氏，著名人物包括：
- 贾沙尔别克·鲍里索维奇·乌兹杰诺夫，俄罗斯政治人物、国家杜马议员
- 罗曼·穆哈季诺维奇·乌兹杰诺夫（俄语：Узденов），俄罗斯运动员
- 苏丹·贾沙尔别科维奇·乌兹杰诺夫，俄罗斯政治人物、国家杜马议员

|  | 本页或本分段罗列了姓氏为「乌兹杰诺夫」的人物。 如果是一个指代特定个人的内链将您引导到本页，請考慮修正該人物的名字以將链接指向正確的條目。 |